# Axel Salas
Axel Andre Salas Esquivel (ur. 15 czerwca 2001) – meksykański zapaśnik walczący w stylu klasycznym. Srebrny medalista mistrzostw panamerykańskich w 2022. Brązowy medalista igrzysk olimpijskich młodzieży w 2018. Mistrz panamerykański kadetów w 2017 i 2018 roku.